# 圣古尔贡
圣古尔贡（法語：Saint-Gourgon，法語發音：[sɛ̃ ɡuʁɡɔ̃]）是法国卢瓦-谢尔省的一个市镇，属于旺多姆区。

## 地理
圣古尔贡（47°39'39"N, 1°1'2"E）面积10.15 平方千米，位于法国中央-卢瓦尔河谷大区卢瓦-谢尔省，该省份为法国中北部省份，北起厄尔-卢瓦省，东北接卢瓦雷省，东南接谢尔省，南至安德尔省，西南接安德尔-卢瓦尔省，西北接萨尔特省。
与圣古尔贡接壤的市镇（或旧市镇、城区）包括：贡贝尔让、圣阿芒-隆普雷、圣西尔迪戈、维勒绍沃、维勒波尔谢。

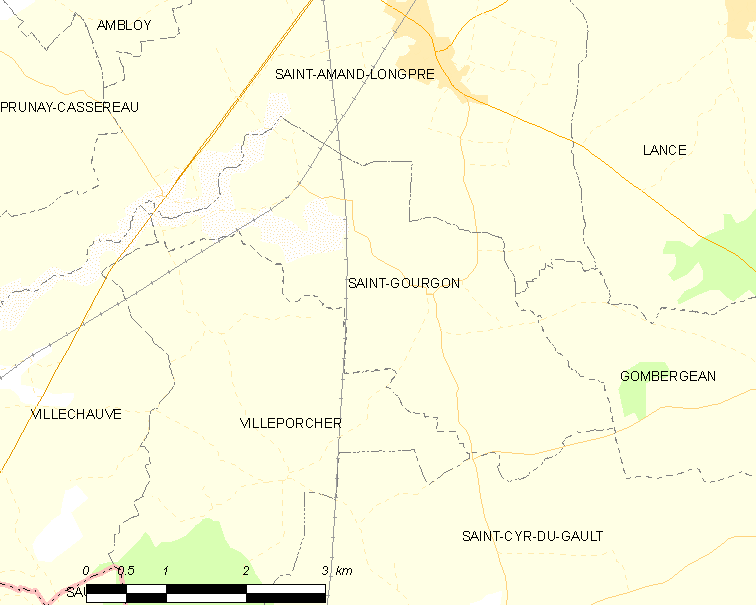
圣古尔贡的OSM定位图

圣古尔贡的时区为UTC+01:00、UTC+02:00（夏令时）。

## 行政
圣古尔贡的邮政编码为41310，INSEE市镇编码为41213。

## 政治
圣古尔贡所属的省级选区为卢瓦河畔蒙图瓦尔县。

## 人口

1962-2008年间圣古尔贡人口变化图示

圣古尔贡于2022年1月1日时的人口数量为96人。